# Центральный район (Чита)
Центра́льный райо́н — один из четырёх административных районов города Читы, крупнейший в городе по численности населения. Образован в 1941 году.

## География
Является историческим ядром города. Расположен в восточной части города, граничит с Ингодинским районом на востоке и юге по улице Столярова, Транссибирской магистрали и р. Читинка и с Железнодорожным районом на западе по р. Читинка. 
Микрорайоны: Северный, Каштак (Каштак (аэродром)), Октябрьский, Царский.
Кроме того, основная протяженность троллейбусных линий приходится на Центральный район (в Центральном районе, а точнее, в мкр. Северный расположено и троллейбусное депо). Интересно, что только троллейбусный маршрут № 5 не выходит за границы Центрального района.

## Население
| 1959     | 1970     | 1979     | 1989     | 2002     | 2009     | 2011     | 2012     | 2013     |
| -------- | -------- | -------- | -------- | -------- | -------- | -------- | -------- | -------- |
| 61 707   | ↗92 778  | ↗111 244 | ↗132 948 | ↘113 583 | ↘109 906 | ↗113 315 | ↘113 278 | ↗113 404 |
| 2014     | 2015     | 2016     | 2017     | 2018     | 2019     | 2020     | 2021     |          |
| ↗116 546 | ↗119 270 | ↗122 727 | ↗124 357 | ↗125 333 | ↘125 321 | ↘123 870 | ↗131 557 |          |

## Инфраструктура
В Центральном районе расположены:
- Железнодорожный вокзал ст. Чита-2;
- Центральный рынок;
- Кафедральный Собор;
- Стадион СибВО.

Основные улицы: Ленина, Амурская, Бабушкина, Бутина, Ленинградская, Новобульварная, Красной Звезды, Шилова, Богомягкова, Чкалова.
Площади: Ленина, Пограничников, Театральная, Октябрьской Революции.
Кинотеатры: Бригантина (детский), Удокан, Центавр.
Краевой театр драмы, Краевая Филармония, Фольк-театр "Забайкалье" (в здании бывшего кинотеатра с архитектурной надписью над фасадом крыши "Родина"), Молодёжный досуговый центр.
Музеи: Краеведческий, Художественный.

## История
17 января 1941 года в Чите были образованы 3 района, в том числе Центральный.